# (123) Brunhild
(123) Brunhild est un astéroïde de la ceinture principale découvert par Christian Peters le 31 juillet 1872.
Il est nommé d'après la valkyrie Brunehilde.

## Compléments